# 鳴門山
鳴門山（なるとやま）は、徳島県鳴門市の大毛島に位置する山である。標高98.6m。

## 地理
鳴門市鳴門町土佐泊浦にある山で、鳴門海峡の西に位置する大毛島北東部にある。山頂一帯は鳴門公園として整備されており、大塚国際美術館や大鳴門橋架橋記念館、エスカヒル鳴門などの施設が点在している。
鳴門山の西側に鳴門海峡を臨み、東側は神戸淡路鳴門自動車道が南北に通っている。一帯は瀬戸内海国立公園に属する。